# Alondra Santos
Alondra Santos (El Monte, California, 4 de febrero de 2002 ) es una cantante , actriz, y modelo mexicano-estadounidense . 
Es conocida por Sábado gigante, y por America's Got Talent y participó en La Banda (TV series)  de la cadena univision . Alondra se hizo muy viral tras su audición en America's Got Talent cantando «La Charreada» de la cantante Linda Ronstadt.

## Biografía
Alondra Santos, nació en El Monte, California. Desde muy temprana edad se le descubrió la inquietud por cantar, ya que le gustaba pararse frente al radio y la televisión para cantar al compás de la música. A los 3 años de edad su familia le grabó su primera canción que fue su canción favorita de Selena “Como la flor’. Fue hasta los 4 años de edad, ahí fue que vimos su talento. Los padres de Alondra son mexicanos.

### Ámbito artístico
A los 4 años, se tomó la decisión de meterla a una escuela de pasarelas y actuación por un período de 12 meses durante ese tiempo se le presentó una gran oportunidad en el Convention Center de Los Ángeles, donde se presentó ante más de mil personas (como cantante) en una pasarela de modas en mayo del 2008.
Después se muda para el estado de   Utah y fue en ese estado donde se presentó por primera vez en un escenario y frente a un publicó en vivo. En el mes de marzo del 2009 tuvo la fortuna de ser invitada a participar en un Teletón patrocinado por la cadena de Televisión Azteca America para beneficio de los damnificados del terremoto de Chile y Haití. Participó en varios eventos para la Cruz Roja Americana, American Cancer Society , entre otras organizaciones con fines beneficios.
Ha participado en varios programas de televisión como concursante de cantó como, Tengo Talento Mucho Talento de la cadena de Televisión Estrella TV. También en el programa de Estrellitas del Sábado conducido por  Itatí Cantoral, 12nd lugar en La Reina Del Mariachi al nivel internacional con Pepe Aguilar Finalista de La Voz Kids en Miami.
Actualmente Alondra, está participando en  America's Got Talent  de la   NBC  en la temporada 10 semana 3, cual impresionó a todos los jurados cantando La Charreada de la cantante Linda Ronstadt . Todo el público estadounidense se puso de pie.

## Discografía
- 2014, Chica traviesa
- 2014, Coqueta presumida

## Premios
| Año  | Trabajo    | Premio                          | Categoría             | Resultado |
| ---- | ---------- | ------------------------------- | --------------------- | --------- |
| 2013 | Ella misma | Premios (voz del año infantil ) | Mejor artista del año | Ganadora  |